# Virbia thersites
Virbia thersites är en fjärilsart som beskrevs av Druce 1885. Virbia thersites ingår i släktet Virbia och familjen björnspinnare. Inga underarter finns listade i Catalogue of Life.